# Lucio Lucrezio Tricipitino Flavo
Lucio Lucrezio Tricipitino Flavo (Roma, ... – ...; fl. IV secolo a.C.) è stato un politico e militare romano del V secolo a.C..

## Consolato
Trascorsi quindici anni dal 408 a.C. durante i quali furono eletti ogni anno dei tribuni consolari, nel 393 a.C. vennero rieletti dei consoli: Lucio Valerio Potito e Publio Cornelio Maluginense Cosso che tuttavia si dimisero. Allora vennero eletti i due consoli suffetti: Lucio Lucrezio Tricipitino Flavo e Servio Sulpicio Camerino.
A Lucio Lucrezio toccò in sorte la campagna militare contro gli Equi, che avevano occupato la colonia romana di Vitellia; i romani ebbero facilmente ragione degli Equi, e riconquistarono la colonia.
A Roma si discuteva animatamente della proposta dei tribuni della plebe, di ripopolare Veio, con plebei e senatori romani; la lotta politica fu aspra, ma alla fine la proposta di legge fu respinta per un solo voto in più di una centuria.
(Tito Livio, Ab Urbe condita, V, 3, 30.)
Per placare le rimostranze della plebe, ancora scontenta della suddivisione del bottino ricavato dalla presa di Veio, il Senato promulgò un decreto per il quale a ciascun plebeo venivano assegnati sette iugeri della terra di Veio.

## Primo tribunato consolare
Nel 391 a.C. fu eletto tribuno consolare con Lucio Furio Medullino, Servio Sulpicio Camerino, Lucio Emilio Mamercino, Agrippa Furio Fuso e Gaio Emilio Mamercino.
A Lucio Lucrezio e Gaio Emilio fu affidata la campagna contro Volsinii, e ad Agrippa Furio e Servio Sulpico quella contro i Salpinati, interrotte a causa della pestilenzia che si era abbattuta su Roma.
I Romani ebbero facilmente sopravvento dei Volsinii durante la prima e unica battaglia campale, e iniziarono a razziarne il territorio, fino a che i Volsinii non ottennero una tregua ventennale, in cambio della restituzione di quanto razziato ai romani l'anno precedente, e la paga dei soldati romani per quest'anno.
I Salpinati, avuta notizia della disfatta degli alleati, si ritirarono nelle proprie roccaforti, lasciando il proprio territorio indifeso davanti alle razzie dei romani.
Fu durante questo tribunato che Marco Furio Camillo, accusato dal tribuno della plebe Lucio Apuleio, di aver distribuito in modo ingiusto il bottino bellico conseguito dalla presa di Veio, decise di andare in esilio volontario ad Ardea.
Intanto i Galli Senoni, condotti da Brenno, cingono d'assedio Chiusi, che invia degli ambasciatori a Roma, per chiederne l'aiuto.

## Secondo tribunato consolare
Nel 388 a.C. fu eletto tribuno consolare con Tito Quinzio Cincinnato Capitolino, Quinto Servilio Fidenate, Lucio Giulio Iullo, Lucio Aquilio Corvo e Servio Sulpicio Rufo.
I tribuni guidarono i romani in una serie di razzie nei territori degli Equi e in quelli di Tarquinia, dove presero con la forza Cortuosa e Contenebra, che furono saccheggiate.
Intanto a Roma i tribuni della plebe cercarono di portare la discussione sulla suddivisione dell'agro pontino, strappato ai Volsci l'anno precedente.

## Terzo tribunato consolare
Nel 383 a.C. fu eletto tribuno consolare con Servio Sulpicio Rufo, Lucio Emilio Mamercino, Aulo Manlio Capitolino, Lucio Valerio Publicola e Marco Trebonio.
A Roma arrivarono diverse notizie di ribellioni; dai soliti Volsci, dai Prenestini, oltre che dagli abitanti di Lanuvio, cui fu dichiarata guerra, che però non poté essere condotta quell'anno, per la carestia e la peste che avevano colpito Roma.

## Quarto tribunato consolare
Nel 381 a.C. fu eletto tribuno consolare con Marco Furio Camillo, Lucio Postumio Albino Regillense, Aulo Postumio Albino Regillense, Lucio Furio Medullino Fuso e Marco Fabio Ambusto.
A Marco Furio Camillo e Lucio Furio fu affidata la guerra contro i Volsci che avevano occupato Satrico, che condusse alla successiva dichiarazione di guerra, contro la città alleata di Tuscolo.